# توماش كوشيسكي
توماش كوشيسكي (بالسلوفاكية:Tomáš Košický) (مواليد 11 مارس 1986 في براتيسلافا - سلوفاكيا) لاعب كرة قدم سلوفاكي يلعب حاليا لصالح نادي الدرجة الأولى كاتانيا الإيطالي منذ 2008 في مركز حارس مرمى .

## روابط خارجية
- توماش كوشيسكي على موقع إي إس بي إن إف سي (الإنجليزية)
- توماش كوشيسكي على موقع قاعدة بيانات كرة القدم.إي يو (الإنجليزية)
- توماش كوشيسكي على موقع ناشيونال فوتبول تيمز (الإنجليزية)
- توماش كوشيسكي على موقع Soccerway.com (الإنجليزية)
- توماش كوشيسكي على موقع عالم كرة القدم.نت (الإنجليزية)
- توماش كوشيسكي على موقع AS.com (الإسبانية)